# اورتاکوی (آرتوین)
اورتاکوی (به ترکی استانبولی: Ortaköy) یک منطقهٔ مسکونی در ترکیه است که در آرتوین واقع شده‌است. اورتاکوی ۱٬۰۹۵ نفر جمعیت دارد و ۱٬۰۲۰ متر بالاتر از سطح دریا واقع شده‌است.